# Elsa Lanchester
Elizabeth Lanchester Sullivan, més coneguda com a Elsa Lanchester, (Londres, 28 d'octubre de 1902 − Woodland Hills, 26 de desembre de 1986) va ser una actriu anglesa. Es va casar el 1929 amb Charles Laughton i va ser coneguda pel seu paper a la pel·lícula La núvia de Frankenstein en la qual era la xicota del monstre, i per ser "Katie Nanna", la mainadera a qui Mary Poppins reemplaça a la pel·lícula Mary Poppins (1964).

## Biografia[1][2]
Nascuda al districte londinenc de Lewisham, durant els anys 1940 va ser una de les millors actrius secundàries de l'època, destacant les seves interpretacions en algunes pel·lícules de Tyrone Power.
Va estar casada amb l'actor Charles Laughton, apareixent al seu costat en obres de teatre i en films com  The Private Life of Henry VIII, Rembrandt,  Tales of Manhattan', The Big Clock o Testimoni de càrrec, pel·lícula per la qual ambdós van ser nominats a l'Oscar.
Va morir el Nadal de 1986 als 84 anys.

## Filmografia[4]
- 1925: The Scarlet Woman: An Ecclesiastical Melodrama: Beatrice de Carolle
- 1927: One of the Best: Kitty
- 1928: Blue Bottles: Elsa
- 1928: The Tonic: Elsa
- 1928: Daydreams: Elsa
- 1928: The Constant Nymph: Lady
- 1929: Mr. Smith Wakes Up
- 1930: Comets
- 1930: Ashes: Noia
- 1931: Potiphar's Wife: Therese
- 1931: The Stronger Sex: Thompson
- 1931: The Oficial's Mess: Cora Melville
- 1931: The Love Habit: Mathilde
- 1933: The Private Life of Henry VIII: Anne of Cleves
- 1934: The Private Life of Don Juan: Maid
- 1935: The Personal History, Adventures, Experience, and Observation of David Copperfield, the Younger: Clickett
- 1935: Naughty Marietta: Madame d'Annard
- 1935: Bride of Frankenstein: Mary Wollstonecraft Shelley / The Monster's Mate
- 1935: The Ghost Goes West: Miss Shepperton
- 1936: Rembrandt: Hendrickje Stoffels
- 1938: Vessel of Wrath: Martha Jones
- 1941: Ladies in Retirement: Emily Creed
- 1942: Son of Fury: The Story of Benjamin Blake: Bristol Isabel
- 1942: Tales of Manhattan: Elsa Smith
- 1943: Forever and a Day: Mamie
- 1943: Thumbs Up: Emma Finch
- 1943: Lassie Come Home: Mrs. Helen Carraclough
- 1944: Passport to Destiny: Ella Muggins
- 1946: L'escala de cargol (The Spiral Staircase): Mrs. Oates
- 1946: The Razor's Edge: Miss Keith
- 1947: Northwest Outpost: Princesa 'Tanya' Tatiana
- 1947: The Bishop's Wife: Matilda
- 1948: The Big Clock: Louise Patterson
- 1949: The Secret Garden: Martha
- 1949: Come to the Stable: Amelia Potts
- 1949: The Inspector General: Maria
- 1950: Buccaneer's Girl: Sra. Brizar
- 1950: Mystery Street: Mrs. Smerrling
- 1950: The Petty Girl: Dr. Crutcher
- 1950: Frenchie: Contessa
- 1952: Dreamboat: Dr. Matilda Coffey
- 1952: Les Misérables: Madame Magloire
- 1952: Androcles and the Lion: Thelma
- 1954: Hell's Half Acre, de John H. Auer: Lida O'Reilly
- 1954: 3 Ring Circus, de Joseph Pevney: La dona barbuda
- 1955: The Glass Slipper de Charles Walters: la vídua Sonder
- 1957: Testimoni de càrrec (Witness for the Prosecution): Miss Plimsoll
- 1958: Bell Book and Candle: Tia Queenie Holroyd
- 1962: The Flood (TV): dona de Noah (veu)
- 1964: Honeymoon Hotel: Chambermaid
- 1964: Mary Poppins: Katie Nanna
- 1964: Pajama Party: Aunt Wendy
- 1965: The John Forsythe Show (sèrie TV): Miss Margaret Culver
- 1965: That Darn Cat!: Kipp MacDougall (Mrs. MacDougall)
- 1967: Easy Come, Easy Go: Madame Neherina
- 1968: Blackbeard's Ghost: Emily Stowecroft
- 1969: Rascal: Mrs. Satterfield
- 1969: Me, Natalie: Miss Dennison
- 1969: My Dog, the Thief (TV): Mrs. Formby
- 1969: In Name Only (TV): Gertrude Caruso
- 1971: Willard: Henrietta Stiles
- 1973: Terror in the Wax Museum: Julia Hawthorn
- 1973: Arnold: Hester
- 1976: Murder by Death: Miss Jessica Marbles
- 1980: Die Laughing: Sophie

## Premis i nominacions

### Premis
- 1958: Globus d'Or a la millor actriu secundària per Testimoni de càrrec

### Nominacions
- 1950: Oscar a la millor actriu secundària per Come to the Stable
- 1958: Oscar a la millor actriu secundària per Witness for the Prosecution